# روبرت بنتلي سوذرز
ولد روبرت بنتلي سوذرز في مانشستر في لانكشاير، إنجلترا في عام١٨٧١. لا يعرف الكثير عن حياته الشخصية إلى جانب ما يمكن استخلاصه من تعداد المملكة المتحدة عام١٩١١ والسجلات العسكرية لابنه، روبرت إريك سوثرز. تزوج روبرت امرأة تدعى أليس وأنجب ابنا، روبرت إريك سوثرز. قتل آر إي سوذرز في معركة أيسن الأولى خلال الحرب العالمية الأولى في٢ أغسطس١٩١٨. كان عمره تسعة عشر عاماً. بعد وفاة ابنه، أصبح روبرت بنتلي سوذرز كاتبًا لصحيفة كلاريون، وهي صحيفة اشتراكية. نشر معظم أعماله من خلال كلاريون وشارك في نقاش فلسفي طويل بشأن طبيعة حرية الإرادة مع جي كي تشيسترتون. تمت الإشارة إلى هذا النقاش في كتاب تشيسترتون الأرثوذكسية.

## الفهرس

### الكتب
- 1907 – Mind your own business[4]
- 1909 – Common objections to socialism answered[5]
- 1908 – John Bull and Doctor Protection[6]
- 1906 – My Right To Work[7]
  - original from University of California
  - original from New York Public Library

### المنشورات
- "A Man a Woman and a Dog"
- "Jack's Wife"
- "The Clarion Song Book"
- "The Clarion Birthday Book"[8]

## رواط خارجية
- أعمال أو نبذة عن روبرت بنتلي سوذرز على أرشيف الإنترنت